# Ute Lindner (Modedesignerin)
Ute Lindner (Modedesignerin)  (geboren 1958) ist eine deutsche Modedesignerin, Modegrafikerin und Modemanagerin.

## Leben und Wirken
Ute Lindner wuchs mit ihrer vier Jahre älteren Schwester im brandenburgischen Wiesenburg im Hohen Fläming auf. Ihr Abitur schloss sie an der EOS in Bad Belzig ab. Nach dem Abitur begann sie an der Humboldt-Universität Berlin Französisch und Spanisch zu studieren, brach aber nach einem Semester ihr Studium ab. Danach arbeitete sie in Magdeburg in einem Bekleidungswerk als Näherin, durchlief eine Ausbildung als Facharbeiterin für Bekleidung und absolvierte im Anschluss ein dreijähriges Studium an der Ingenieurschule für Bekleidungstechnik Berlin (heute Hochschule für Technik und Wirtschaft). Von 1981 bis 1986 studierte sie Modedesign an der Kunsthochschule Berlin-Weißensee und war nach dem Diplomabschluss Meisterschülerin bei Artur Winter, Leiter des Fachgebietes Mode und gleichzeitig künstlerischer Leiter des Volkseigenen Handelsbetriebs Exquisit (VHB).
Zwischen 1987 und 1988 verbrachte Ute Lindner ihr Meisterstudium in der Modemetropole Paris – ermöglicht durch das Kulturministerium der DDR. Sie arbeitete dort als Designassistentin für Louis Féraud, Daniel Hechter, Per Spook sowie im Designatelier des Stoffherstellers Jenast, um die Mechanismen von Luxusmode kennenzulernen. Sie bereitete sich auf eine leitende Tätigkeit als Designerin beim VHB Exquisit in Ost-Berlin vor, wo sie ab 1988 bis zu dessen Auflösung 1990 tätig war.
Zwei Jahre arbeitete sie im Anschluss für eine Berliner Modemarke als Designassistentin, ehe sie sich 1993 selbstständig machte und ein eigenes Label gründete. Parallel unterrichtete sie bis 1996 als Dozentin Entwurfs- und Modellgestaltung an der Hochschule für Technik und Wirtschaft (HTW). Neben dem Entwurf der eigenen Modelinie ist sie seit 2001 zusätzlich als externe Beraterin und Initiatorin von Modeprojekten für die professionelle Modedesignszene von Berlin sowie als Kuratorin für Modeausstellungen tätig. 2019 kuratierte Lindner die Ausstellung Zwischen Schein und Sein. Ostdeutsche Modegrafik 1960–1990, in der Modegrafiken und Illustrationen von 32 ostdeutschen Designerinnen und 3 Designern präsentiert wurden.
Ute Lindner lebt und arbeitet in Panketal bei Berlin, sie ist verheiratet und Mutter einer Tochter.

## Publikationen
- Ute Lindner (Hrsg.): Zwischen Schein und Sein. Ostdeutsche Modegrafik 1960–1990. Lehmstedt, Leipzig 2020, ISBN 978-3-957971-13-5.